# Kaspar Ferdinand von Cordova
Kaspar Ferdinand von Cordova (Cordoba), Graf von Alagon (auch: Gaspar Fernández, Conde de Cordón y Alagón) (* 1674 in Aragonien; † 3. Oktober 1756) war kaiserlicher Feldmarschall, General der Kavallerie und Ritter des goldenen Vließes. Er diente den österreichischen Habsburgern zunächst in Spanien, bevor er in Diensten und am Hofe von Kaiser Karl VI. und Maria Theresia Karriere machte.

## Herkunft
Er entstammt der vornehmen und alten spanischen Familie Cordova. Sein Vater war Michael von Cordova und Alagon, Komtur von Montanchuelos im Orden von Calatrava  und Gouverneur von Valenza am Po. Seine Mutter war Constantia de Bazan Herrera y Rojas, Marquesin von Peñalva, Frau von Mariatos, Dimos und Villantodrigo. Sein älterer Bruder war Christoph von Cordova-Alagon (* 1672; † 10. März 1748), Graf von Sastago, Vizekönig von Sizilien.

## Leben
Kaspar Fernando diente im spanischen Erbfolgekrieg in der kaiserlichen Armee, die in Katalonien für den habsburgischen Thronprätendenten Erzherzog Karl kämpfte. Als Karl aus Spanien ins Heilige Römische Reich zurückkehren musste, um als Karl VI. die Kaiserkrone zu übernehmen, folgte ihm Kaspar. 1716 und 1717 kämpfte er gegen die Osmanen im erfolgreichen Türkenkrieg. Er stieg im Kürassier-Regiment seines Vaters bis zum Oberst auf und wurde nach dem Tod seines Vaters zum Inhaber des Kürassierregiments K 6 ernannt. Am 5. Mai 1717 wurde er zum Feldmarschall-Lieutenant ernannt und am 5. November 1723 zum General der Kavallerie. 1737 und 1739 war er Mitglied der Untersuchungskommissionen gegen die Generäle Seckendorff, Wallis und Neipperg. Er kaufte 1736 die Herrschaft Karlstein und wurde in den Böhmischen Herrenstand aufgenommen.
Am 2. November 1738 wurde er Nachfolger des Herzogs von Arenberg von Kaiser Karl VI. zum Hauptmann der Trabantenleibgarde ernannte. Nachdem Maria Theresia die Nachfolge antrat, wurde er am 19. März 1741 zum Feldmarschall ernannt und am 29. November 1753 mit dem Orden vom Goldenen Vließ (Nr. 732) ausgezeichnet. Außerdem wurde er zum Geheimen Rat und Präsident des hofkriegsrätlichen Justizkollegiums und zum Obersten der Schweizer Garde ernannt. Im Jahr 1749 wurde er noch Präses einer Kommission, die das Schuldenwesen der Regimenter sowie Vorschläge zur Tilgung der Schulden untersuchte. Er starb 1756 im Alter von 82 Jahren.
Er war mit Maria Elisabeth von Quarient und Raal († 29. November 1780), Erbtochter von Hannes von Quarient. Die Ehe blieb kinderlos.